# Gobernación de Arjangelgorod
La gobernación de Arjanguelgorod (en ruso Архангелогородская губерния) se creó en 1708 por el edicto de Pedro el Grande, en el norte, en los territorios una vez subyugados por la República de Nóvgorod durante su auge, y que después pasarían a Moscovia con la conquista de Nóvgorod. Su territorio se extendía desde la península de Kola hasta la cordillera de los montes Urales. La población y la densidad de población fueron las más bajas del Imperio ruso hasta crearse la gobernación de la América rusa, su capital se encontraba en Arcángel en las costas del mar Blanco.
En relación con la moderna división política de Rusia, la gobernación de Arjanguelgórod comprendía las áreas de lo que es actualmente óblast de Múrmansk, el distrito autónomo de Nenetsia y la república de Komi, la mayoría del óblast de Arcángel y del óblast de Vólogda, así como partes de la república de Karelia, del óblast de Kostromá, del óblast de Kírov, y del óblast de Nizhni Nóvgorod.
El 9 de junio de 1719, la gobernación fue dividida en cuatro provincias con capitales en: Arjanguelgórod (hoy Arcángel), Vólogda, Gálich y Ústiug. Al mismo tiempo, el uyezd de Yárenski, con centro administrativo en Yárensk, fue trasladado desde la gobernación de Siberia a la gobernación de Arjanguelgórod. Los uyezds fueron transformados en distritos, aunque en 1727 los distritos se transformaron de nuevo en uyezds.
La gobernación existió hasta 5 de febrero de 1780, cuando se transformó en el virreinato de Vólogda (Вологодское наместничество, Vologódskoie naméstnichestvo).

## Gobernadores
La administración de la gobernación correspondía a un gobernador, siendo los de la gobernación de Arjanguelgórod los siguientes:
- 1708-1711 - Piotr Alekséyevich Golitsyn
- 1711-1714 - Alekséi Aleksándrovich Kurbátov (vicegobernador)
- 1714-1725 - Piotr Yefímovich Lodýzhenski
- 1725-1727 - Iván Petróvich Izmáilov
- 1727-1728 - Iván Mijáylovich Lijarev
- 1728-1729 - Villim Fermor
- 1729-1732 - Semión Fiódorovich Meshchérski
- 1732-1732 - Iván Maksímovich Shuválov
- 1732-1738 - Mijaíl Yúrievich Shcherbátov (el padre de Mijaíl Shcherbátov)
- 1738-1740 - Andréi Litskin
- 1740-1740 - Piotr Kalínovich Pushkin
- 1740-1743 - Alekséi Andréyevich Obolenski-Beli
- 1743-1745 - Alekséi Mijáilovich Pushkin
- 1745-1762 - Stepán Alekséyevich Yúriev
- 1762-1763 - Grigori Filátovich Sujotin
- 1763-1780 - Yegor Andréyevich Golovitsin